# Nabil Boudissa
Nabil el-Bekeye Boudissa (in arabo نبيل بوديسة‎?; Annecy, 12 febbraio 1981) è un ex cestista francese con cittadinanza algerina.

## Carriera
Con l'Algeria ha disputato i Campionati mondiali del 2002.